# Władysław Stecyk
Władysław Stecyk   (Radowo Małe, 14 de juliol de 1951) és un lluitador polonès, ja retirat, especialista en lluita lliure, que va competir durant le dècades de 1970 i 1980.
El 1976 va prendre part en els Jocs Olímpics d'Estiu de Montreal, on fou sisè en la competició del pes mosca del programa lluita lliure. Quatre anys més tard, als Jocs de Moscou, guanyà la medalla de plata en la mateixa competició. El 1988, a Seül, disputà, sense sort, els seus tercers i darrers Jocs Olímpics.
En el seu palmarès també destaca una medalla de plata en els Campionat del Món de 1977 i sis medalles de bronze al Campionat d'Europa, entre les edicions de 1974 i 1983. També guanyà 10 campionats polonesos, quatre en el pes mosca (1972, 1974, 1988, 1995) i sis en el pes gall (1976-1979, 1981, 1982).